# Rosario La Mastra
Pour les articles homonymes, voir Rosario (prénom).
Rosario La Mastra (né le 2 janvier 1984 à Catane) est un athlète italien, spécialiste du sprint. Il mesure 1,78 m pour 75 kg. Son club est le Sport Club Catania ASD.
Il a participé sur 100 m et 4 × 100 m aux Championnats du monde d'athlétisme 2007 à Osaka — où il a amélioré d'un centième son record personnel en 10 s 27.
Sa quatrième place sur 100 m lors des Championnats d'Italie 2012 à Bressanone lui permet d'être sélectionné pour le relais 4 × 100 m pour les Jeux olympiques de Londres.

## Palmarès

### Championnats du monde d'athlétisme
- Championnats du monde d'athlétisme de 2007 à Osaka ( Japon) 
  - éliminé en quart de finale sur 100 m, avec son record personnel.
  - 4e sur 4 × 100 m (demi-finale) en 38 s 81, deuxième meilleur temps de la saison pour l'Italie.

## Meilleures performances
- 60 m en salle : 6 s 81 	 2h3 	NC	Ancône 19 fév 2006
- 100 m : 10 s 28 	 1.5 	1r8 	Genève	9 Jun 2007, puis 10 s 27 à Osaka en 2007.
- 200 m : 21 s 39 	 -0.5 	1rB 	Palerme	18 Jun 2006